# Candelária (Rio Grande do Sul)
Candelária é um município brasileiro do estado do Rio Grande do Sul. Sito a 180 km de distância de Porto Alegre, possui 31 541 habitantes numa área de 934,9 km².

## História

### Redução Jesus Maria (1633-1636)
Remonta a novembro de 1633 a fundação da Redução Jesus Maria pelo jesuíta espanhol Pedro Mola, no local que hoje é conhecido como Trincheira, na localidade de Linha Curitiba, a cerca de 3,5 km da cidade. Esta povoação de índios é uma das 18 fundadas na primeira fase das reduções, tendo elas surgido em virtude de um acordo entre o governador da Província do Rio da Prata e a Companhia de Jesus em 4 de julho de 1626.
A mais próspera das 18 reduções era a de Jesus Maria, na qual viviam cerca de 10 mil índios da nação Tupi-Guarani em uma espécie de cidade que apresentava condições de vida favoráveis em termos de subsistência. Dedicavam-se a agricultura, produzindo milho, trigo e mandioca, além de possuírem significativos rebanhos de bovinos, ovinos e suínos.
Justamente pela pujança e grandeza da redução candelariense, bandeirantes paulistas foram atraídos na intenção de aprisionar índios e escravizá-los. Porém a redução contava com um ferrenho sistema de defesa formado por trincheiras, paliçadas e armamentos, além de índios adestrados militarmente por especialistas em operações de guerra. Uma boa explicação para a resistência de seis horas (das 8h as 14h) frente a bandeira poderosa comandada por Antônio Raposo Tavares. Na batalha de 3 de dezembro de 1636 caiu, com ares de heroísmo, a resistência da Redução de Jesus Maria, pondo fim ao primeiro capítulo da história candelariense.

### Colonização até hoje (1862-Hoje)
Em 1862 dois filhos de imigrantes alemães, João Kochenborger e Jacob Welsch decidiram mudarem-se da cidade de Rio Pardo para as terras onde hoje está Candelária, na época um distrito de Rio Pardo. Kochenborger passou a viver onde hoje é Linha Curitiba e, anos mais tarde construiu o Aqueduto de Candelária com a finalidade de transportar água do arroio Molha Grande até sua propriedade, onde a força hidráulica movimentaria um engenho de serra e um moinho de milho e trigo.
Jacob Welsh depois de residir por um período na atual rua Dr. Middendorf, mudou-se para onde hoje é a linha Passa Sete, ali estabelecendo-se para o resto da vida.
O povoado cresceu significativamente baseado na agricultura e pecuária, tendo aos poucos o desenvolvimento do comércio e pequenas indústrias. Devido ao desenvolvimento, em 9 de maio de 1876 o distrito foi elevado a freguesia, denominada Nossa Senhora de Candelária.
No alvorecer do século XX o núcleo urbano contava com aproximadamente 150 moradores, estabelecidos majoritariamente às margens da Rua do Comércio, atual Avenida Pereira Rego. Pois foi justamente o Coronel José Antônio Pereira Rego, chefe da política republicana de Rio Pardo, que instruiu os partidários já desde 1924 em reuniões no Clube Rio Branco, marcando a tentiva de emancipação política de Candelária.
O movimento contava com o apoio do também republicano e Presidente do Estado Dr. Borges de Medeiros, desta forma deu-se em 7 de julho de 1925 o decreto de criação de Candelária, tendo sido nomeado Intendente o Sr. Albino Lenz.

## Política

### Lista de prefeitos
- Cel. Albino Lenz (7 de julho de 1925 - 15 de novembro de 1929)
- Dr. Arnaldo Schilling (15 de novembro de 1929 - 27 de dezembro de 1932)
- Carlos Antonio Graeff (27 de dezembro de 1932 - 1 de dezembro de 1934)
- Major Felisberto Muniz Reis (1 de dezembro de 1934 - 21 de dezembro de 1935)
- Cel. Albino Lenz (21 de dezembro de 1935 - 14 de novembro de 1945)
- Dr. Sylvio Fonseca Pires (17 de novembro de 1945 - 10 de dezembro de 1945)
- Antônio Lorenzone (7 de janeiro de 1945 - 2 de março de 1946)
- Cel. Albino Lenz (2 de março de 1946 - 31 de dezembro de 1951)
- Balduino Leo Ellwanger (31 de dezembro de 1951 - 1 de janeiro de 1955)
- Estácio Pessoa de Oliveira (2 de janeiro de 1956 - 31 de março de 1959)
- Christiano Affonso Graeff (31 de março de 1959 - 31 de dezembro de 1959)
- Ewaldo Eugênio Prass (31 de dezembro de 1959 - 31 de dezembro de 1963)
- Cel. Albino Lenz (31 de dezembro de 1963 - 31 de dezembro de 1968)
- Elcy Simões de Oliveira (1 de janeiro de 1969 - 31 de dezembro de 1972)
- Sebaldo Wholenberg (1 de janeiro de 1973 - 31 de dezembro de 1976)
- Elcy Simões de Oliveira (1 de janeiro de 1977 - 31 de dezembro de 1982)
- Ronildo Gehres  (1 de janeiro de 1983 - 31 de dezembro de 1988)
- Elcy Simões de Oliveira (1 de janeiro de 1989 - 31 de dezembro de 1992)
- Moacir Rodolfo Thomé (1 de janeiro de 1993 - 31 de dezembro de 1996)
- René Hübner (1 de janeiro de 1997 - 31 de dezembro de 2000)
- Elcy Simões de Oliveira (1 de janeiro de 2001 - 31 de dezembro de 2004)
- Lauro Mainardi (1 de janeiro de 2005 - 31 de dezembro de 2012)
- Paulo Roberto Butzge (1 de janeiro de 2013 - 31 de dezembro de 2020)
- Nestor Ellwanger (1 de janeiro de 2021 - presente)

## Geografia
Localiza-se a uma latitude 29º40'09" sul e a uma longitude 52º47'20" oeste, estando a uma altitude de 57 metros.
O bioma prevalecente é de Mata Atlântica e Pampa.

### Relevo
Candelária encontra-se na bacia do rio Pardo, do qual obtém água para consumo urbano e também para atividades agrícolas. O relevo varia de montanhoso no norte, contando também com chapadas, planícies retilíneas e coxilhas no sul, sendo uma área de transição do Escudo Rio-Grandense.

### Cidade e Povoados
- Candelária
- Pinheiro
- Botucaraí

### Limites
- Novo Cabrais
- Vale do Sol
- Vera Cruz
- Rio Pardo
- Cachoeira do Sul
- Cerro Branco
- Passa Sete

## Cultura
O município tem como característica forte presença de costumes germânicos devido a sua colonização, sendo comum encontrar pelas ruas pessoas falando no idioma alemão e, no interior, este ser o primeiro idioma a ser aprendido pelas crianças. Outro fato marcante é a forte presença de bicicletas na cidade, devido ao relevo favorável.

## Turismo

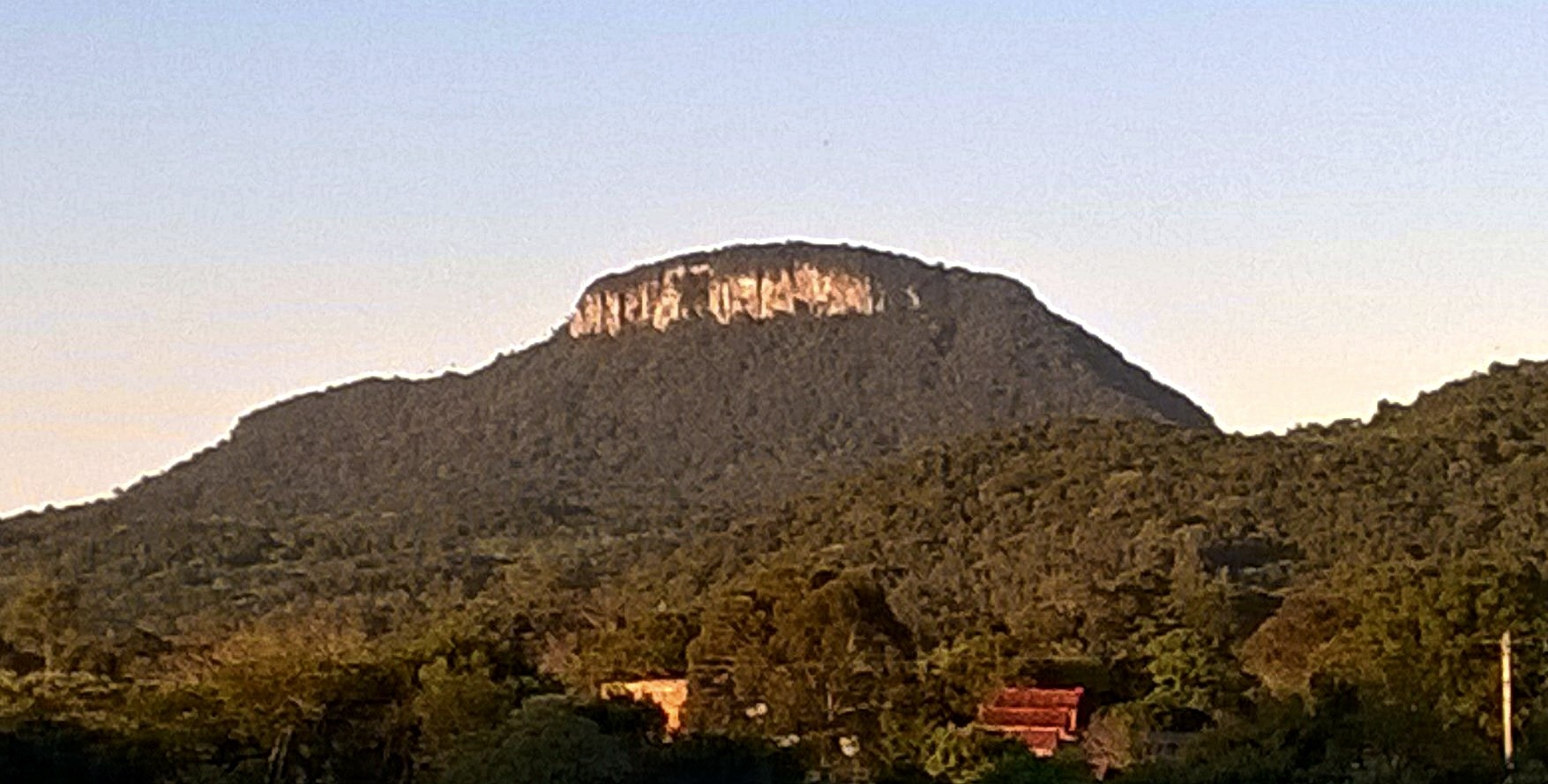
Cerro Botucaraí, o maior pico isolado do Rio Grande do Sul.

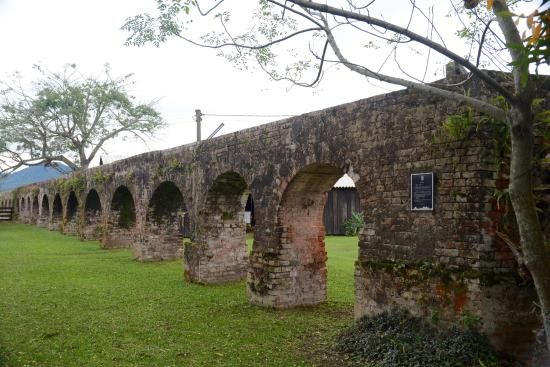
Aqueduto de Candelária

Candelária possui um aqueduto transformado em ponto turístico, conhecido como Aqueduto de Candelária. Conta também com o Cerro do Botucaraí, conhecido como o Santo Cerro, para onde acorrem peregrinos em épocas de sexta-feira santa, páscoa e Natal.
Outro destaque é a ponte de pedra conhecida como Ponte do Império, que fazia parte da estrada do Botucaraí, importante caminho da época imperial.
A cidade tem também a Praia Carlos Larger, ponto de encontro de muitas pessoas no verão, onde ocorre o concurso de beleza Musa do Sol, além de outras atrações.
A Cascata da Ferradura é um bonito ponto turístico, propício para banho, porém pouco conhecido ainda.
O município também sedia eventos como a Expocande (Exposição Industrial, Comercial, Serviços e Agronegócios de Candelária) realizada no Parque de Eventos Itamar Vezentini, a Festa da Colônia, a Chocande (Feira do Chocolate Caseiro e Artesanato de Candelária) e o Natal das Candeias, realizados no centro da cidade.

## Paleontologia

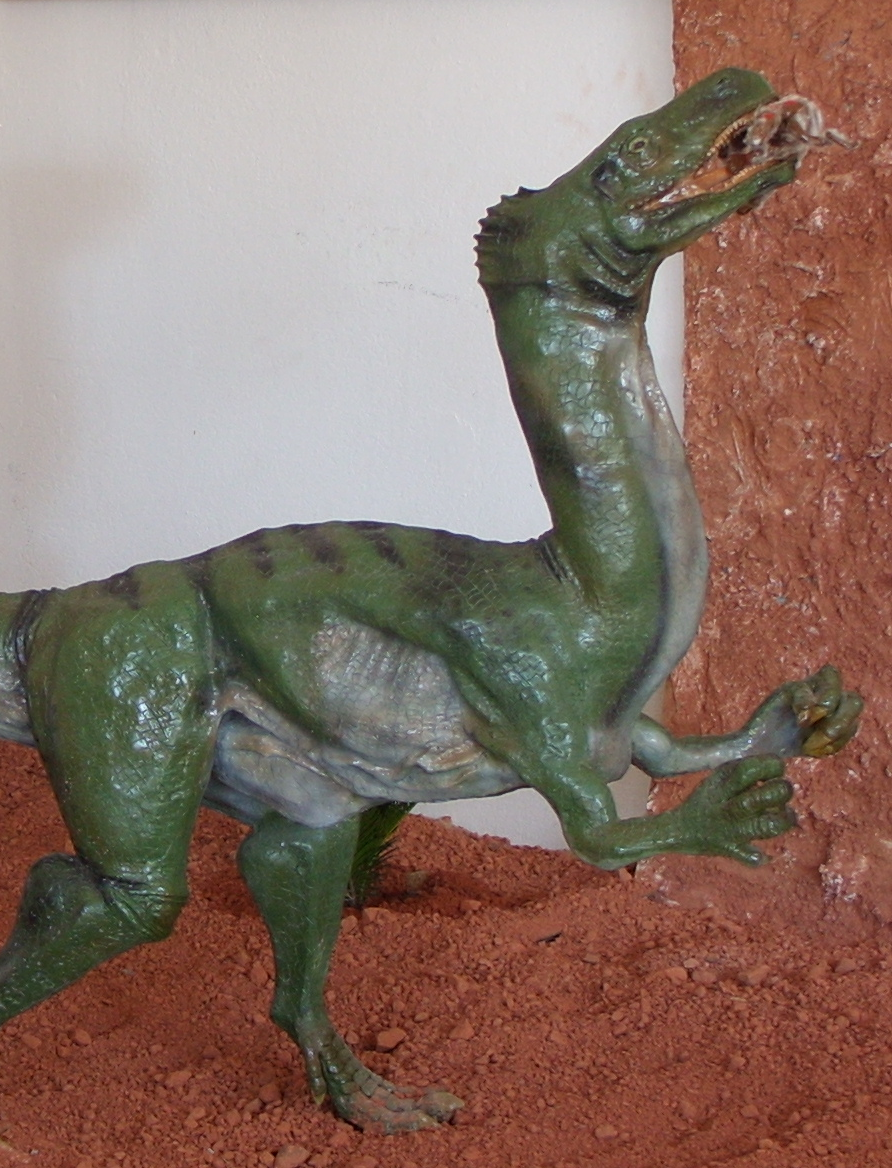
Réplica do Guaibassauro no Museu Aristides Carlos Rodrigues.

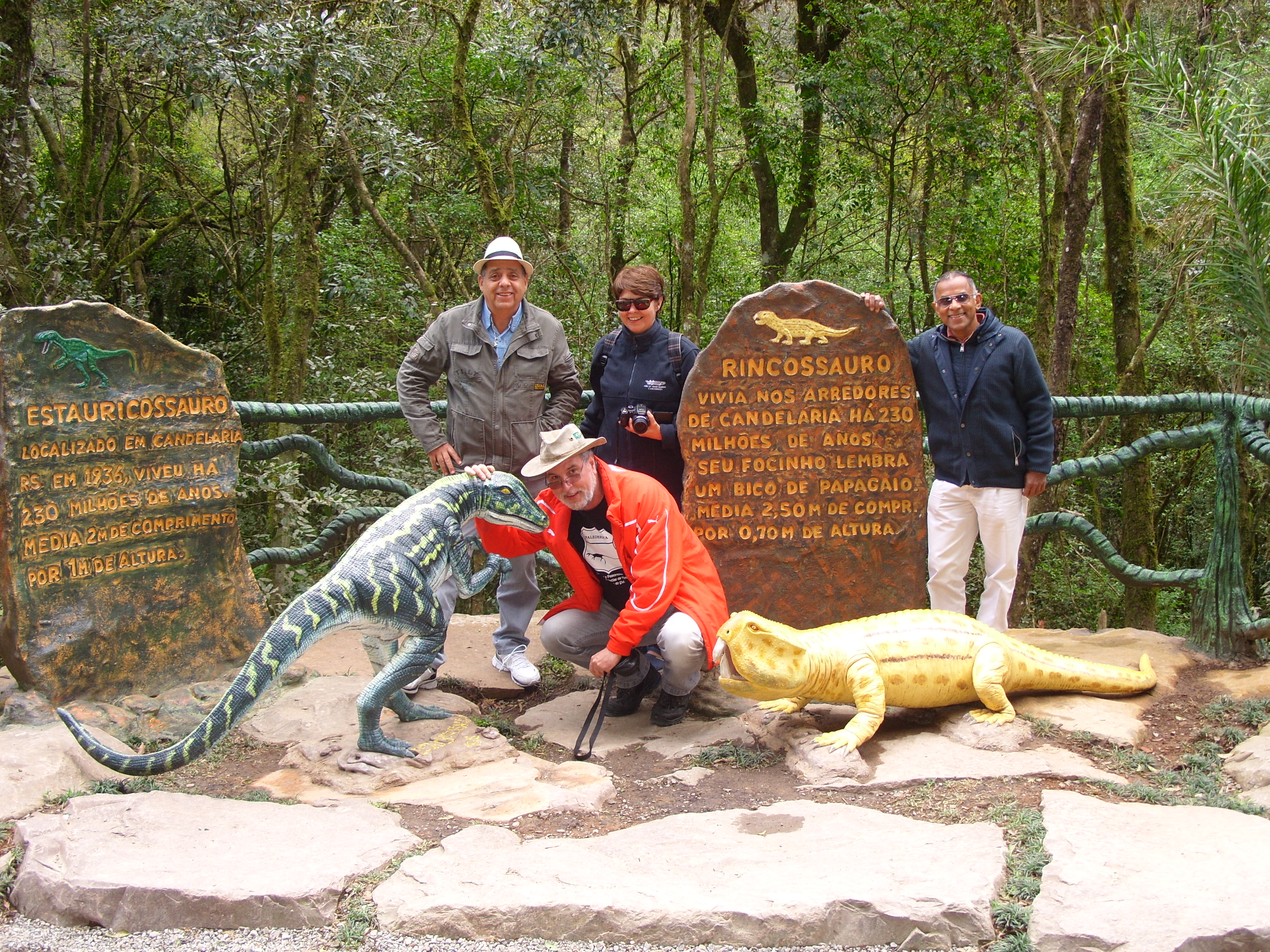
Estauricossauro e rincossauro.

Em Candelária existe uma quantidade muito grande de fósseis de dinossauros e uma espécie (guaibassauro) dele foi descoberta em Candelária. O Museu Aristides Carlos Rodrigues possui um acervo de fósseis da região.

### Histórico da paleontologia no município[7]
Na década de 30, Llewellyn Ivor Price chefiou a chamada Harvard-Brazilian Expedition, em parceria com o DNPM do Rio de Janeiro, trazendo a pesquisa paleontológica, pela primeira vez, a Candelária. Chegaram à região do Pinheiro e, desde então, o nome do município começou a fazer parte das citações do meio científico, especialmente com o achado do holótipo do então desconhecido animal Candelaria barbouri, um pequeno réptil, que desencadeia nas próximas décadas o achado de dezenas de outros de diferentes espécies. Nessa expedição, foram coletados vários outros materiais depositados nas coleções de Harvard, nos EUA, e no Museu Nacional do Rio de Janeiro.
A história tem novo marco na década de 70, quando o Padre Daniel Cargnin ampliou a descoberta de afloramentos no município, incluindo o Bom Retiro, retirando dali muitos fósseis, hoje depositados nas coleções da UFRGS, PUC e no museu de Mata. No final dos anos 70, início dos 80, entra em cena o cientista professor Mario Costa Barberena, que amplia o conhecimento de nosso território e desenvolve aqui, como na região, a paleontologia do triássico brasileiro, encerrando, por motivo de doença e consequente aposentadoria precoce, sua atuação em 2002. Em 1979, uma das descobertas mais marcantes da equipe do professor Barberena, às margens da RSC 287, corresponde aos restos de um novo dicinodonte, que até então só tinha um similar conhecido na Argentina. A descrição deste material foi publicada em 1981, sendo o mesmo denominado Jachaleria candelariensis.
Na década de 90 os afloramentos de Candelária continuaram sendo visitados por equipes da UFRGS, PUC, UNISINOS, UFSM e FZB. Esta última, nos trabalhos de campo relacionados ao projeto Pró-Guaíba, descobre, entre outros, o primeiro espécime do dinossauro Guaibasaurus candelariensis. Em 2002, a UFRGS, sob o comando do Professor César Schultz, inicia a parceria com a curadoria do Museu Municipal Aristides Carlos Rodrigues e temos um novo marco na história. Dá-se um grande salto, a partir do qual a paleontologia se confunde com a história do próprio Museu Municipal Aristides Carlos Rodrigues, do seu corpo de Voluntários e com a imagem do Município com a adoção do mascote "Candino". Desde então, o número de afloramentos fossilíferos subiu para a casa das dezenas, e o número de animais inéditos aqui achados e descritos pela primeira vez, passa a ser expressivo e, juntamente com outros registros importantes, ultrapassam o número de 30 animais pré-históricos de espécimes diferentes.
Trabalhos científicos anunciando novas descobertas levam o nome de Candelária ao mundo científico, tornando citação obrigatória no estudo da formação dos dinossauros e dos mamíferos, contribuindo para afirmações da deriva continental com achados como Aleodon e Candelariodon, além de uma série de informações sobre a natureza no período Triássico.

## Curiosidades
O município também era conhecido como capital dos sapos, mas após a utilização de defensivos agrícolas para remoção de ervas daninhas pelo poder público, segundo relatos de anciões da cidade, teve-se a morte generalizada desta espécie. Com isso o nome caiu no esquecimento.

## Personalidades
Nestor Jost, empresário e político brasileiro.
Rafaela Gewehr, modelo vencedora do concurso Menina Fantástica da Rede Globo de televisão.
Douglas Friedrich atual goleiro do Esporte Clube Bahia e ex-jogador do Grêmio Foot-Ball Porto Alegrense, Sport Club Corinthians Paulista, Avaí Futebol Clube.
Ricardo Henrique Schuck Friedrich,  atual goleiro do Makina Kimya Endüstrisi Ankaragücü Spor Kulübü da Turquia tendo sido revelado pelo Ituano Futebol Clube de Itu, sendo irmão mais velho, do também goleiro Douglas Friedrich.
Luis Carlos Heinze, ex-deputado federal mais votado da eleição de 2014, atual senador pelo Rio Grande do Sul.
Siegfried Ellwanger Castan, empresário e negacionista do Holocausto judeu.
Rodrigo Krug, empresário proprietário da Cliever e um dos pioneiros da impressora 3D no Brasil.